# Casa Mallat (Gelida)
Casa Mallat és una obra eclèctica de Gelida (Alt Penedès) protegida com a Bé Cultural d'Interès Local.

## Descripció
Edifici entre mitgeres de planta baixa i dos pisos amb coberta de teula àrab. Els elements més remarcables de la façana són el coronament, amb aplacats de ceràmica i ornamentació floral, i els emmarcaments de les obertures del primer i segon pis. El llenguatge emprat en l'obra és l'eclecticisme.

## Història
La casa Mallat està situada davant de la Casa de la Vila, en una zona d'eixample de finals del segle xix.